# Sarah McInerney
Sarah McInerney (Bearna, 2 de abril de 1981) es una periodista, presentadora y reportera de radio y televisión irlandesa, destacada por su trabajo con RTÉ, TV3/ Virgin Media One y Newstalk, y periodista impresa, habiendo trabajado notablemente con el Sunday Tribune y The Sunday Times. Originaria del condado de Galway y licenciada en periodismo por la Dublin City University, copresenta el principal programa de radio de RTÉ para viajes diarios al trabajo, Drivetime, y el principal programa de televisión de actualidad de RTÉ, Prime Time.

## Biografía
Mientras completaba su carrera de periodismo, McInerney completó una pasantía en el Sunday Tribune en 2003, en la segunda semana de la cual coescribió un artículo de primera plana, que aparece con su nombre en la firma. Desde entonces, ha dicho que descubrió que estaba bien preparada para el trabajo y, después de unas semanas, le encantó.   Consiguió un empleo en el Tribune después de graduarse, inicialmente de forma temporal y luego permanente, inicialmente para producir un diario social, Sarah in the City, y luego también como reportera de noticias.En agosto de 2008 asumió un puesto como reportera política en el Sunday Times,donde trabajó durante 7 años.
McInerney se unió a la unidad de actualidad de TV3 (ahora Virgin Media One ), a veces sustituyendo a presentadores destacados como Vincent Browne, un mentor suyo, en televisión, y asumiendo su propio programa de actualidad los domingos.También escribió un libro sobre las desapariciones de mujeres en las montañas de Wicklow y trabajó en un documental para la BBC.
McInerney se mudó a RTÉ Radio One, presentando un importante programa diario de actualidad, Today with Sarah McInerney, de mayo a agosto de 2020, y luego pasó a copresentar el programa principal nocturno de viajes diarios Drivetime a partir de septiembre de 2020. En marzo de 2021 se anunció que McInerney también se convertiría en copresentadora del programa insignia de actualidad de RTÉ, Prime Time, junto con Fran McNulty, uniéndose a la veterana Miriam O'Callaghan,  y debutó en este papel el 6 de abril de 2021 con una actuación bien valorada. 